# Erick Wainaina
Erick Wainaina (ook wel Eric Wainaina, Nyahururu, 19 december 1973) is een Keniaanse langeafstandsloper, die is gespecialiseerd in de marathon. In deze discipline won hij tweemaal een olympische medaille. Verdere successen zijn het driemaal winnen van de marathon van Hokkaido (1994, 1997, 2003), tweemaal de marathon van Nagano (2000, 2003) en tweemaal de marathon van Tokio (1995, 2002).

## Loopbaan
Op de Olympische Spelen van 1996 in Atlanta won Wainaina een bronzen medaille met slechts acht seconden achterstand op de winnaar Josia Thugwane uit Zuid-Afrika en vijf seconden op de nummer twee Lee Bong-ju uit Korea.
Op de Olympische Spelen van Sydney in 2000 werd hij tweede achter de Ethiopiër Gezahegne Abera.
Ten slotte werd Wainaina in 2006 derde op de marathon van Honolulu.

## Persoonlijke records
| Onderdeel      | Prestatie | Datum            | Plaats  |
| -------------- | --------- | ---------------- | ------- |
| halve marathon | 1:02.27   | 19 januari 1997  |         |
| marathon       | 2:08.43   | 10 februari 2002 | Tokio   |
| 100 km         | 6:38.40   | 26 juni 2011     | Yūbetsu |

## Palmares

### 10.000 m
- 1992: 7e Keniaanse kamp. in Nairobi - 29.38,5
- 1998: 5e Tokyo Meeting in Tokio - 28.40,6

### 10 Eng. mijl
- 1996: 5e Himeji Castle - 48.03

### 20 km
- 1998:  Niigata in Nakajo - 58.55

### halve marathon
- 1993:  halve marathon van Sapporo - 1:02.53
- 1993:  halve marathon van Abashiri - 1:03.26
- 1993:  halve marathon van Hakodate - 1:05.25
- 1994: 4e halve marathon van Oita - 1:03.50
- 1997: 5e halve marathon van Sendai - 1:05.23
- 1997:  halve marathon van Hakodate - 1:03.19
- 1998:  halve marathon van Sendai - 1:03.18
- 1998:  halve marathon van Sapporo - 1:02.56
- 2000:  halve marathon van Sapporo - 1:02.36
- 2001:  halve marathon van Hakodate - 1:03.15
- 2005:  halve marathon van Hakodate - 1:04.35
- 2006: 4e halve marathon van Ichinoseki - 1:05.21

### marathon
- 1994:  marathon van Hokkaido - 2:15.03
- 1995:  marathon van Tokio - 2:10.31
- 1995: 18e WK - 2:19.53
- 1996:  marathon van Otsu - 2:10.37
- 1996:  OS - 2:12.44
- 1997: 15e marathon van Tokio - 2:16.42
- 1997:  marathon van Hokkaïdo - 2:13.45
- 2000:  marathon van Nagano - 2:10.17
- 2000:  OS - 2:10.31
- 2001: 10e marathon van Tokio - 2:13.38
- 2001: 15e marathon van Londen - 2:15.43
- 2002:  Gemenebestspelen - 2:10.31
- 2002:  marathon van Tokio - 2:08.43
- 2002: 4e marathon van Manchester - 2:13.27
- 2002:  marathon van Fukuoka - 2:10.08
- 2003:  marathon van Nagano - 2:12.00
- 2003:  marathon van Hokkaïdo - 2:13.13
- 2004: 8e marathon van Tokio - 2:11.03
- 2004: 7e OS - 2:13.30
- 2005: 10e marathon van Tokio - 2:17.59
- 2005: 7e marathon van Fukuoka - 2:15.18
- 2006: 13e marathon van Sapporo - 2:24.57
- 2006:  marathon van Honolulu - 2:16.08
- 2008: 27e marathon van Tokio - 2:20.01
- 2008: 13e marathon van Nagano - 2:18.18
- 2008: 11e marathon van Sapporo - 2:18.42
- 2009: 21e marathon van Tokio - 2:18.19
- 2010: 10e marathon van Nagano - 2:19.14
- 2011: 55e marathon van Tokio - 2:28.59
- 2012: 20e marathon van Sapporo - 2:32.22
- 2013: 5e marathon van Vancouver - 2:28.47
- 2013: 9e marathon van Oiso - 2:37.17
- 2014: 117e marathon van Tokio - 2:37.55
- 2014: 10e marathon van Sydney - 2:38.24
- 2014: 4e marathon van Oiso - 2:31.23
- 2015: 6?e marathon van Yokohama - 2:34.40
- 2015: 9e marathon van Noumea - 2:46.25
- 2015: 15e marathon van Sydney - 2:40.43

### 100 km
- 2010:  Lake Saroma - 6:39.52
- 2011:  Lake Saroma - 6:38.40
- 2013: 5e Lake Saroma - 6:55.09